# Feste patronali italiane dedicate a san Rocco
Di seguito viene proposto un elenco, non esaustivo, delle località italiane nelle quali viene celebrata una festa patronale in onore di san Rocco.

## Abruzzo

### Chieti
- Castel Frentano
- Cupello
- Dogliola
- Roccamontepiano
- San Buono
- San Giovanni Teatino, nella frazione Sambuceto
- San Vito Chietino
- Torrevecchia Teatina
- Vasto

### L'Aquila
- Balsorano, nella frazione Balsorano vecchio
- Bisegna
- Cagnano Amiterno, nella frazione Fossatillo
- Collelongo
- Sante Marie, nella frazione Scanzano
- Tagliacozzo, nella frazione Poggetello

### Pescara
- Cepagatti
- Lettomanoppello
- Picciano, nella frazione Piccianello

### Teramo
- Guardia Vomano
- Montorio al Vomano
- Sant'Omero, nella frazione Poggio Morello
- Montepagano (Italia) Roseto

## Basilicata

### Matera
- Accettura[1]
- Calciano[1]
- Colobraro[1]
- Ferrandina[1]
- Garaguso[1]
- Gorgoglione[1]
- Grottole[1]
- Irsina[1]
- Montalbano Jonico[1]
- Montescaglioso[1]
- Pisticci[1]
- Salandra[1]
- San Giorgio Lucano[1]
- San Mauro Forte[2]
- Stigliano[1]
- Tursi[1]

### Potenza
- Abriola[1]
- Albano di Lucania[1]
- Armento[1]
- Avigliano, nella frazione Montemarcone Alto[3]
- Baragiano[1]
- Campomaggiore
- Cancellara[1]
- Castelmezzano[1]
- Castelsaraceno[1]
- Corleto Perticara[1]
- Episcopia[1]
- Gallicchio[1]
- Laurenzana[1]
- Lauria, nella frazione Lauria Inferiore[1]
- Marsicovetere[1]
- Melfi[4]
- Moliterno[1]
- Montemurro[1]
- Palazzo San Gervasio[1]
- Paterno[1]
- Rapone[1]
- Roccanova[1]
- Ruoti[1]
- Ruvo del Monte[1]
- San Chirico Nuovo[1]
- San Paolo Albanese[1]
- Sasso di Castalda[1]
- Satriano di Lucania[1]
- Savoia di Lucania[1]
- Senise[1]
- Terranova di Pollino[1]
- Tolve[1]
- Tramutola[1]
- Venosa[1]

## Calabria

### Catanzaro
- Girifalco[5]
- Montauro[5]
- Olivadi[5]
- San Sostene[5]
- Santa Caterina dello Ionio[5]
- Soverato[5]
- Stalettì[5]
- Torre di Ruggiero[5]
- Vallefiorita[5]

### Cosenza
- Alessandria del Carretto[6]
- Amantea[6]
- Amendolara[7]
- Aprigliano[6]
- Bocchigliero[6][8]
- Canna[6]
- Cariati[6]
- Castroregio[6]
- Castrovillari[6]
- Cervicati[6]
- Grisolia[6]
- Longobardi[6]
- Morano Calabro[6]
- Mormanno[6]
- Nocara[6]
- Papasidero[6]
- Pietrafitta[6]
- Plataci[6]
- Rende, nella frazione Rocchi[6]
- Rovito[6]
- San Lorenzo Bellizzi[6]
- San Pietro in Guarano[6]
- Santo Stefano di Rogliano
- Trebisacce[6]
- Verbicaro[6]

### Crotone
- Caccuri
- Cutro
- Verzino

### Reggio Calabria
- Anoia[9]
- Ardore[10]
- Bova[10]
- Casignana[10]
- Cinquefrondi
- Cittanova[10]
- Cosoleto, nella frazione Acquaro di Cosoleto[10]
- Feroleto della Chiesa
- Fiumara[10]
- Galatro
- Gioiosa Ionica
- Laureana di Borrello, nella frazione Stellatanone
- Melicucco[10]
- Molochio
- Motta San Giovanni
- Palmi
- Pazzano[10]
- Polistena[10]
- Portigliola[10]
- Reggio Calabria, nella frazione Ortì
- Roccaforte del Greco[10]
- Rosarno
- San Pietro di Caridà[10]
- Scilla[10]
- Seminara
- Serrata
- Stignano
- Stilo

### Vibo Valentia
- Acquaro[11]
- Arena[12]
- Capistrano[12]
- Dasà[12]
- Dinami[12]
- Filogaso[12]
- Gerocarne[12]
- Jonadi[12]
- Maierato[12]
- Mileto[12]
- Mongiana[12]
- Monsoreto[12]
- Nardodipace[12]
- Pizzo[12]
- San Costantino Calabro[12]
- San Nicola da Crissa[12]
- Serra San Bruno[12]
- Simbario[12]
- Vazzano[12]

## Campania

### Avellino
- Andretta[13]
- Bagnoli Irpino
- Carife[13]
- Cervinara
- Cesinali[13]
- Falciano del Massico
- Flumeri[13]
- Frigento[13]
- Gesualdo
- Lauro
- Lioni
- Montella
- Montoro, nella frazione Banzano[13]
- Morra De Sanctis
- Ospedaletto d'Alpinolo
- Quaglietta
- Santa Lucia di Serino[13]
- Sturno
- Vallata
- Villamaina

### Benevento
- Cautano
- Cerreto Sannita
- Cusano Mutri
- Foglianise
- Paduli
- Molinara

### Caserta
- Capriati a Volturno
- Caserta, nella frazione Garzano
- Curti
- Piana di Monte Verna
- Pietramelara
- Rocca d'Evandro
- Sessa Aurunca, nella frazione di Ponte

### Napoli
- Marigliano
- Sant'Agnello
- Villaricca

### Salerno
- Acquara
- Abatemarco
- Baronissi, nella frazione Saragnano[14]
- Castel San Giorgio
- Ispani
- Mercato San Severino nella città e nelle frazioni di curteri, torello e carifi.
- Nocera Inferiore, nella frazione Casale del Pozzo
- Penta (Fisciano)
- Pollica, nella frazione Galdo Cilento
- Roscigno
- San Giovanni a Piro, nella frazione Bosco
- Santa Marina
- Saragnano
- Sicigano degli alburni
- Siano

## Emilia-Romagna

### Ferrara
- Riva del Po, nella frazione Berra

### Modena
- Marano sul Panaro, nella frazione Festà

### Parma
- Borgo Val di Taro
- Corniglio, nella frazione Sesta Inferiore

### Piacenza
- Sarmato
- Castel San Giovanni

## Friuli-Venezia Giulia

### Trieste
- Aurisina

Reana del Rojale (UD)

## Lazio

### Frosinone
- Acquafondata
- Alvito
- Arpino[15]
- Ceprano
- Patrica
- Pico
- Roccasecca
- San Giorgio a Liri
- Sora[16]
- Supino
- Villa Santo Stefano

### Latina
- Cisterna di Latina
- Maenza
- Norma
- San Felice Circeo
- Bassiano

### Rieti
- Canneto Sabino
- Marcetelli
- Orvinio
- Poggio Catino

### Roma
- Canterano
- Capranica Prenestina
- Castel San Pietro Romano
- Cineto Romano
- Gavignano
- Gerano
- Jenne[17]
- Labico
- Licenza
- Olevano Romano
- Rocca Priora
- Roiate
- Roma
- San Vito Romano

### Viterbo
- Vasanello
- Viterbo, nella frazione Montecalvello

## Liguria

### Genova
- Camogli
- Casella
- Moneglia, nella frazione Bracco
- Ne, nella frazione Zerli
- Recco[18]
- Savignone, nella frazione Montemaggio
- Serra Riccò, nella frazione Pedemonte
- Trensasco
- Poggio di Rovegno
- Castiglione Chiavarese nelle località Fiume

### Imperia
- Vallecrosia

### La Spezia
- Maissana, nella frazione Santa Maria di Maissana

### Savona
- Ceriale[19]
- Murialdo, nella frazione Riofreddo di Murialdo
- Stella[20]
- Urbe, nella frazione Acquabianca

## Lombardia

### Bergamo
- Adrara San Rocco
- Costa Valle Imagna
- Fornovo San Giovanni
- Leffe
- Parre

### Brescia
- Concesio
- Gambara
- Ghedi
- Isorella
- Rovato

### Como
- Blevio, nella frazione Capovico
- Cadorago, nella frazione Bulgorello
- Locate Varesino
- Porlezza

### Lecco
- Colle Brianza, nella frazione Ravellino
- Cremeno[21]
- Olginate[22]

### Lodi
- Borghetto Lodigiano

### Milano
- Lacchiarella

Magenta

### Pavia
- Olevano di Lomellina
- Cascine Calderari

Pregola (Brallo di Pregola)

### Sondrio
- Albaredo per San Marco

## Marche

### Ancona
- Genga, nella frazione Pierosara

### Ascoli Piceno
- Francavilla d'Ete

## Molise

### Campobasso
- Castellino del Biferno[23]
- Lucito[23]
- Monacilioni[23]
- Montelongo[23]
- Montemitro[23]
- Petacciato[23]
- Petrella Tifernina[23]
- Ripabottoni[23]
- Termoli[24]
- Toro[23]

### Isernia
- Agnone[23]
- Belmonte del Sannio[23]
- Carpinone[23]
- Cerro al Volturno[23]
- Frosolone[23]
- Longano[23]
- Montaquila[23]
- Sesto Campano, nella frazione di Roccapipirozzi[23]

## Piemonte

### Alessandria
- Cassinelle, nella frazione Bandita

### Asti
- Francavilla d'Asti
- Montegrosso d'Asti

### Cuneo
- Alba, nella frazione Scaparone
- Guarene

### Novara
- Miasino

### Torino
- Bardonecchia
- Chieri
- Grugliasco
- Leini
- Oulx
- Venaria Reale

### Verbano-Cusio-Ossola
- Loreglia, nella frazione Chesio
- Oggebbio, nella frazione Pieggio
- Omegna, nella frazione Crusinallo

## Puglia

### Bari
- Bitetto
- Casamassima[25]
- Conversano
- Gioia del Colle
- Grumo Appula
- Locorotondo
- Modugno
- Noci
- Noicattaro
- Palo del Colle
- Ruvo di Puglia[26]
- Toritto
- Triggiano
- Valenzano

### Brindisi
- Ceglie Messapica

### Foggia
- Carpino
- Deliceto
- Lesina
- Monteleone di Puglia
- Rignano Garganico
- San Severo
- Sant'Agata di Puglia
- Stornara
- Vico del Gargano

### Lecce
- Alezio
- Galatina
- Gagliano del Capo
- Giurdignano
- Leverano
- San Cassiano
- San Cesario di Lecce
- Torrepaduli, frazione di Ruffano
- Surano,comune in provincia di Lecce
- Vitigliano, frazione di Santa Cesarea Terme

### Taranto
- Palagiano

## Sardegna

### Sud Sardegna
- Collinas[27]
- Seui[28]

## Sicilia

### Agrigento
- Grotte

### Caltanissetta
- Butera[29]

### Catania
- Scordia
- Trappeto

### Enna
- Pietraperzia

### Messina
- Alì Terme
- Galati Mamertino[30]
- Barcellona Pozzo di Gotto, nella frazione Calderà[31]
- Motta d'Affermo[32]

### Trapani
- Gibellina

## Toscana

### Firenze
- Montelupo Fiorentino, nella frazione Fibbiana

### Grosseto
- Grosseto, nella frazione Marina di Grosseto[33]
- Isola del Giglio, nella frazione Giglio Campese[34]
- Massa Marittima[35]
- Pitigliano[35]
- Roccastrada, nella frazione Torniella[36]
- Santa Fiora[35]

### Livorno
- Sassetta

### Lucca
- Capezzano Monte
- Mozzanella
- Seravezza, nella frazione Pozzi

### Massa-Carrara
- Massa, nella frazione Rocca Sigillina

### Pisa
- San Miniato[35]

### Pistoia
- Serravalle Pistoiese, nella frazione Castellina

## Umbria

### Perugia
- Città della Pieve

### Terni
- Terni, nella frazione di Torreorsina
- Narni, nella frazione Guadamello
- Tenaglie, antico "Castel Tenaglie" del territorio di Todi (oggi di Orvieto). È una frazione del comune di Montecchio.

## Veneto

### Belluno
- Sedico, nella frazione Prapavei

### Padova
- Lozzo Atestino

### Rovigo
- Rosolina

### Treviso
- Cimadolmo, nella frazione Stabiuzzo
- Gaiarine
- Maserada sul Piave, nella frazione Salettuol
- Tarzo, nella frazione Resera
- Valdobbiadene, nella frazione Bigolino[37]

### Venezia
- Dolo
- Venezia[38]

### Verona
- Brenzone sul Garda
- Caprino Veronese, nella frazione Gaon
- San Rocco di Piegara
- Sant'Ambrogio di Valpolicella
- Valpolicella, nella frazione Pedemonte

### Vicenza
- Brendola
- Schio,  nella frazione Tretto